# El Canto del Loco
El Canto del Loco (abreviat ECDL) e o formație spaniolă de muzică pop rock, chiar dacă membrii formației consideră că unele dintre melodiile lor aparțin genului power pop. Numele formației El canto del loco se traduce din spaniolă prin cântul nebunului.
Formația a fost creată în 1994 de către Dani Martin și Iván Ganchegui (care va abandona formația în 2002). Între timp, i s-au alăturat și alți membri ajungând la cinci la data desființării în 2009. Stilul muzical al formației a fost inspirat din muzica anilor '80. De-a lungul existenței formației, au reușit să vândă peste un milion de discuri pe piață, devenind unul dintre grupurile cele mai importante ale panoramei muzicale spaniole ale ultimului deceniu.
Au fost câștigătorii a două din trei nominalizări la categoria Cel mai bun artist sau formație spaniolă, premii decernate de MTV Europe Music Awards și de asemenea, au fost câștigătorii a Premiilor Ondas la Muzică la secțiunea cel mai bun artist sau formație în direct în 2004 și Cea mai bună formație în anii 2005 și 2008.

## Istoria formației
Origini

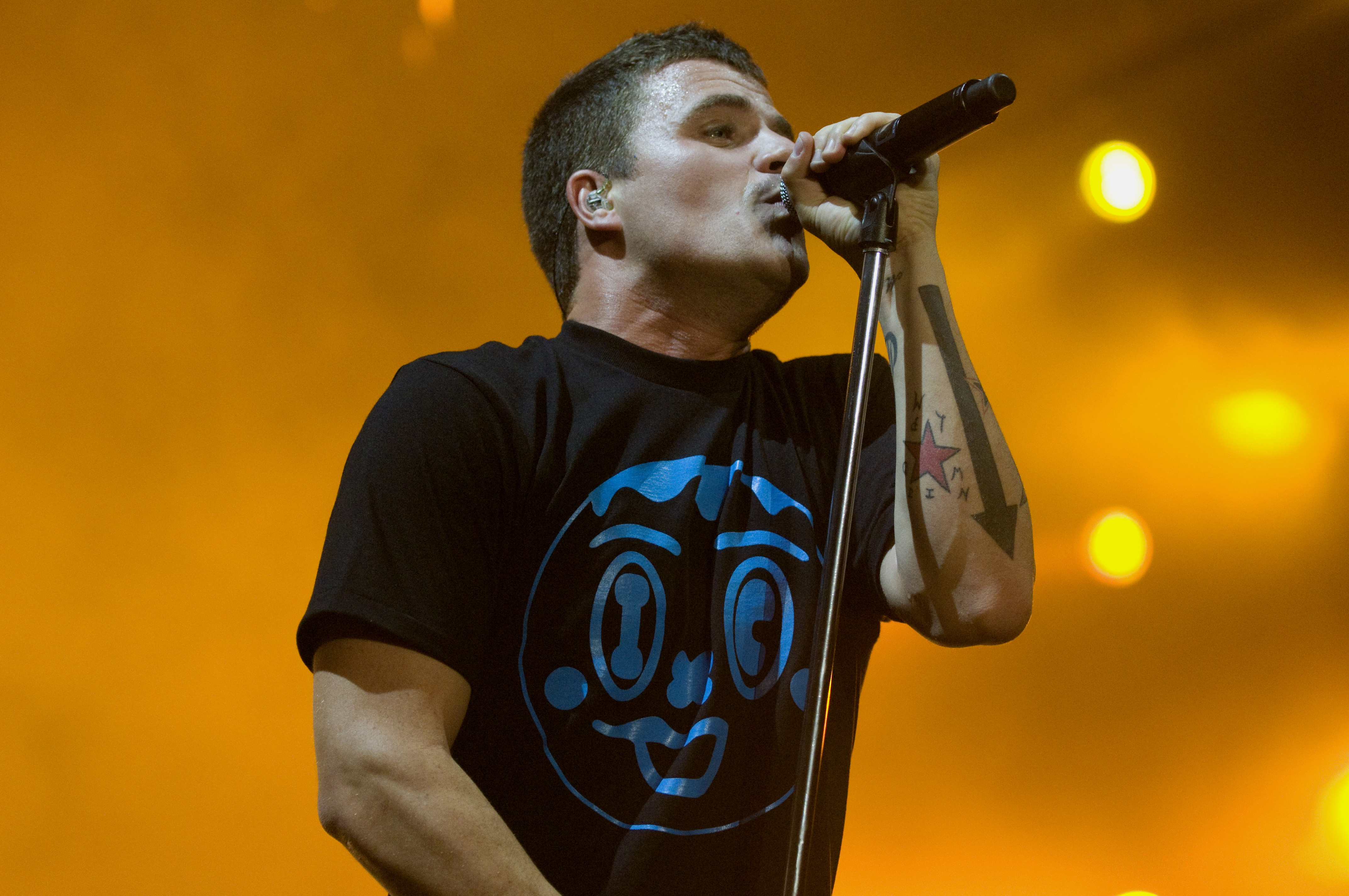
Dani Martin în concert

Originile formației se regăsesc în Școala de Artă Dramatică Cristina Rota, unde Dani Martin a început să studieze în 1995, pe când avea 18 ani. Aici l-a cunoscut pe Iván Ganchegui, care cânta la chitară și cu care după ce au descoperit că au aceleași gusturi muzicale, a închegat o formație. Amândoi erau admiratori ai formației Radio Futura dar mai ales a melodiei lor El canto del gallo (Cântul cocoșului), de aici venind și ideea de a denumi formația El canto del loco. La începuturi formația mai colabora cu o vocalistă, un baterist, un basist și cu un alt chitarist care a renunțat la colaborare înaintea primului lor concert din lipsa timpului înlocuindu-l în ultima zi vărul lui Dani, David Otero.
La puțin timp și restul colaboratorilor au renunțat, în formație integrându-se un electrician, Jandro Velázquez, fiul unor prieteni de-ai părinților lui Dani, pe care l-a cunoscut la un concurs de flamenco. Apoi prin intermediul unor prieteni ai săi l-a cunoscut pe Chema Ruiz, un student din Cantabria care studia fizioterapia la facultatea unde studia și David și care s-a alăturat formației pe post de basist. De atunci, cei cinci membri ai formației au început să se întâlnească pentru a repeta într-o hală industrială din localitatea madrilenă Algete și unde își chemau prietenii pe post de critici muzicali.
Primele albume

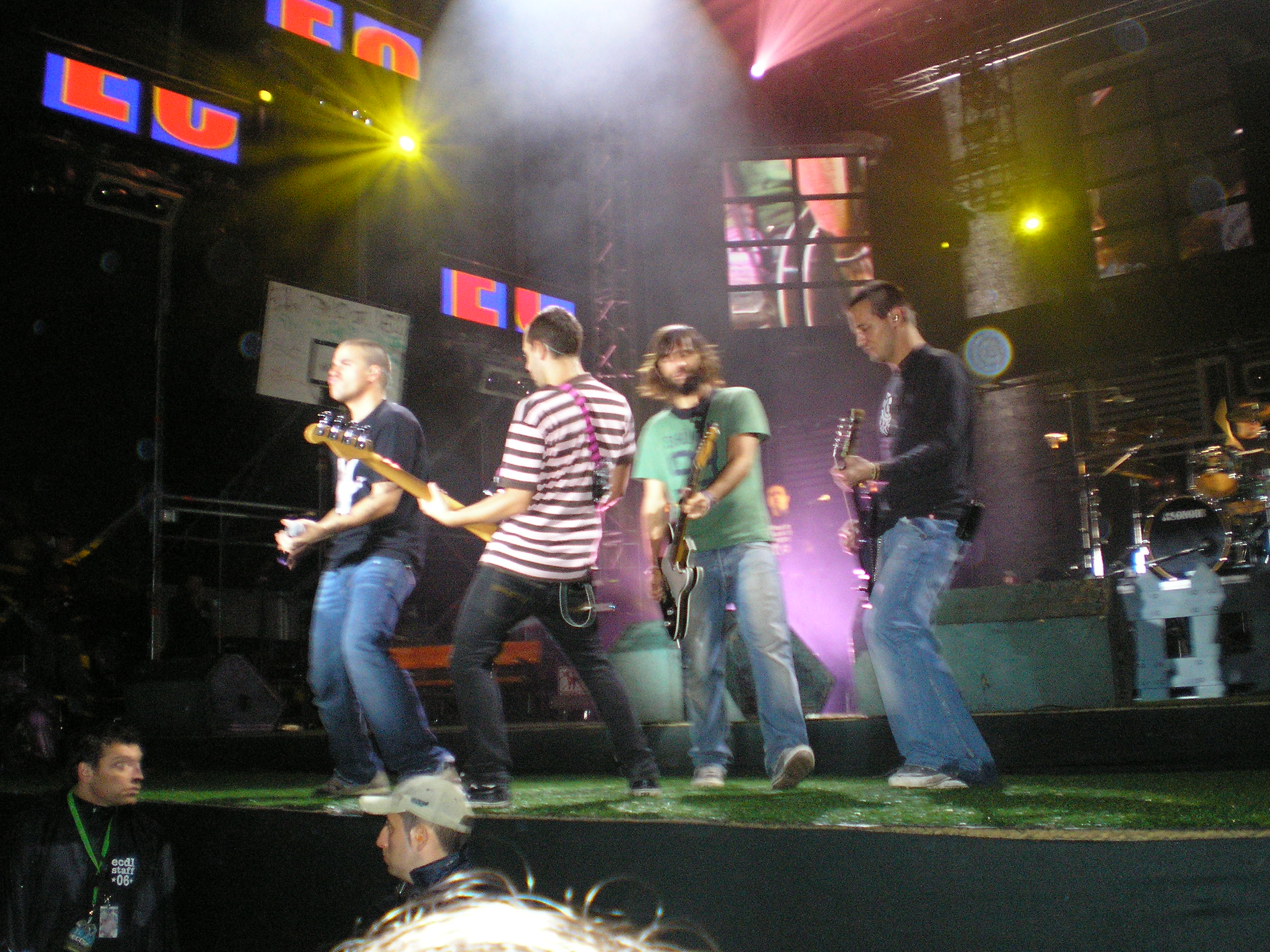
ECDL concertând în Oviedo

Un an mai târziu au înregistrat un demo și au început să-l trimită diverselor case de discuri, totuși, întâlnirea lui Dani Martin cu producătorul Pedro  del Moral a fost cel ce le-a oferit oportunitatea de a se face cunoscuți. Acesta a ascultat demo-ul și l-a dus casei de discuri Ariola (actuala Sony BMG) unde Paco Martín, descoperitor al unor alte formații care vor deveni celebre precum Radio Futura și Hombres G, l-a audiat și i-a sunat pe membrii formației chemându-i să dea o probă. Proba consta în a concerta alături de alte două formații iar obiectivul era de a alege o formație din cele trei chemate. La sfârșit chiar dacă după părerea membrilor formației, nu au concertat foarte bine, ei au fost aleși..
La data de 16 iunie 2000 este pus în vânzare primul album de studio produs de fostul cântăreț al grupului Tequila, Alejo Stivel. Înainte de lansarea albumului li s-a propus schimbarea numelui formației în "Superratones", "Los móviles" sau "La dulce sonrisa de Lulú" dar ei au respins propunerile și chiar au numit primul album după denumirea formației, respectiv "El Canto del Loco".
Cu sosirea producătorului Nigel Walker, s-a produs o turnură în stilul de adordare al muzicii și al doilea album scos pe data de 1 martie 2002 și intitulat A contracorriente  a avut un aer mai matur. În același an ECDL a primit o nominalizare la MTV Europe Music Awards la secțiunea cel mai bun artist spaniol, unde însă, premiul a fost câștigat de către formația Amaral.
"Stări de spirit" (2003-2004)

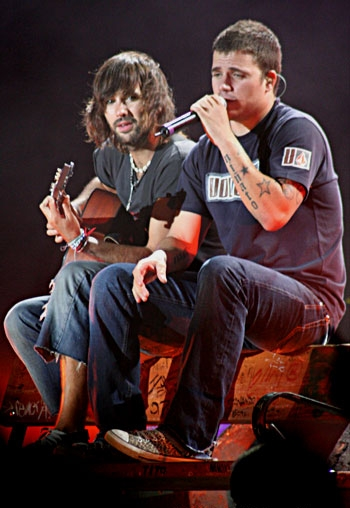
Dani şi David într-un concert

În urma abandonului voluntar al lui Iván Ganchegui, restul formației simte nevoia unei vacanțe, cu toate acestea, la puțin timp după, David și Dani deja compuseseră câteva melodii fiecare individual și pe care au hotărât să le înregistreze în componența de patru membri, respectiv cei care rămăseseră. După o perioadă de așteptare care se datora faptului că producătorul Nigel Walker era preocupat cu înregistrarea noului album al formației La Oreja de Van Gogh, au reușit să înregistreze un album și să îl pună pe piață la data de 26 mai 2003. Albumul s-a numit Estados de animo (stări de spirit).
În luna august a aceluiaș an, cântecul Pasión de pe primul lor album, El canto del Loco, a fost inclus pe banda sonoră a filmului La fiesta, a regizorilor Carlos Villaverde și Manu Sanabria. Filmul este cunoscut și ca filmul spaniol cel mai ieftin , fiind cheltuite pentru realizarea lui doar 6 000 de euro. În luna octombrie 2003, formația, împreună cu alte formații și cântăreți, a început înrăgistrările pentru albumul Tony Aguilar y amigos , elaborat de către crainicul Tony Aguilar de la postul de radio Los 40 principales. ECDL a participat la album cu melodia Latido Urbano, single-ul de prezentare al albumului care a fost pus în vânzare în luna noiembrie, banii rezultați din vânzarea discurilor fiind donați Asociației Spaniole contra Cancerului, în speccial spitalelor de oncologie pentru copii.
De asemenea au mai înregistrat o melodie doar cu Tony Aguilar denumită Casi un universo.
La sfârșitul aceluiași an, formația a fost nominalizată din nou de către MTV Europe Music Awards la secțiunea Cel mai bun artist spaniol, de această dată reușind să câștige premiul, impunându-se în fața unor mari muzicieni spanioli precum Alejandro Sanz sau formația La Oreja de Van Gogh.
În ianuarie 2004 au început înregistrările pentru banda sonoră a serialului de televiziune 7 vidas care fusese interpretată anterior de către Raimundo Amador. În vara anului 2004 au participat la discul care aducea un omagiu formației Radio Futura, numit Arde la calle (Arde strada), ei interpretând cântecul Escuela de calor.
"În teniși" (2005-2007)

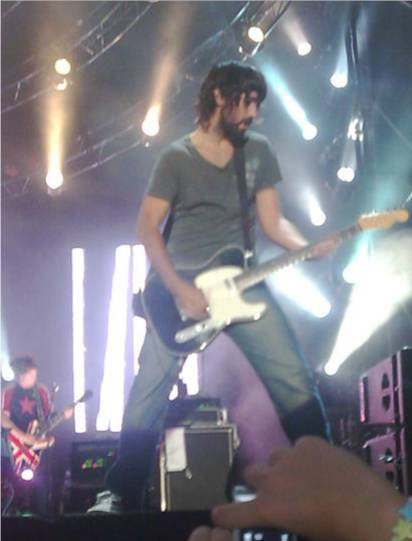
David Otero în concert

În martie 2005, după ce au călătorit cu prietenii în insula Phi Phi din Thailanda și au văzut dezastrul produs de către tsunami-ul produs la data de 26 decembrie 2004 multor țări riverane Oceanului Indian, David Otero s-a hotărât să înceapă un proiect împreună cu alți artiști pentru a strânge fonduri în beneficiul celor ce au avut de suferit în urma cutremului din Oceanul Indian. Proiectul a fost denumit Kuarkx. În această privință, David ajutat de Dani au scos melodia Despiértame și l-au încărcat pe internet pentru a putea fi descărcat pentru suma de 1,15 euro. Mai târziu, în timpul înregistrării noului album, cei doi s-au hotărât să includă melodia în album, iar parte din banii strânși din vânzările albumului să le doneze sinistraților tsunami-ului din SE-ul Asiei. Pe 21 iunie 2005 au scos pe piață noul album intitulat Zapatillas (teniși).
În septembrie '05 ECDL a pătruns pe piața Statelor Unite și Americii Latine cu primul său album în afara Spaniei, cu albumul 12 estados de ánimo, o copilație realizată din cele mai bune cântece din ultimele 3 albume scoase în Spania. În aceeași lună, utilizatorii paginii mtv.es i-au ales a treia oară, ca candidați la MTV Europe Music Awards, secțiunea Cel mai bun artist spaniol. Premiile au fost decernate la Lisabona, în luna noiembrie, iar trupa ECDL a dobândit al doilea premiul MTV.
În iunie 2006 în timp ce erau în turneu cu formația Hombres G au scos pe piață o compilație care includea concertele pe care le ținuseră la sălile Caracol din Madrid, Bikini din Barcelona și Oasis din Zaragoza. Copilația s-a numit Pequeños grandes directos și a fost lansată în număr redus de copii, doar 50.000.
După finalizarea turneului cu albumul Zapatillas și înainte ca Dani Martin să joace în filmul regizorului Bigas Lunas, Yo soy la Juani (Eu sunt Juani), prin mediile de comunicare a început să umble zvonul unei viitoare separări a membrilor formației. Componenții formației au negat totul și s-au limitat în a afirma că după niște lungi vacanțe se vor întoarce la lucru.
Formația a participat de asemenea la înregistrarea discului proiectului La Marató, al TV3, proiect umanitar cu scopul de a strânge bani pentru cauze caritabile în domeniul sănătății. Tema proiectul fundației La Marató din acel era durerea cronică.
Discul a fost pus pe piață pe data de 10 decembrie 2006 și se vindea la prețul de 9 euro și se putea cumpăra împreună cu ziarele Avui, El Punt, La Vanguardia și El Periódico de Catalunya. Cântecul cu care au participat la acest disc a fost Puede Ser aparținând celui de-al doilea album al lor, respectiv A contracorriente dar cu diferența că melodia era interpretată în limba catalană, față de versiunea originală cântată în spaniolă. Noua variantă tradusă purta numele Pot ser. Apoi acest cântec va fi introdus într-o copilație numită Arriba el telón.
În anul 2007, Dani Martin împreună cu reprezentantul trupei ECDL, Carlos Vázquez au deschis o casă de discuri numită  El Manicomio Records (Spitalul de Nebuni Records) care cu sprijinul casei de discuri multinaționale Sony BMG s-a ocupat de lansarea discului de debut al formației Sin Rumbo.
"Persoane" (2008-2009)

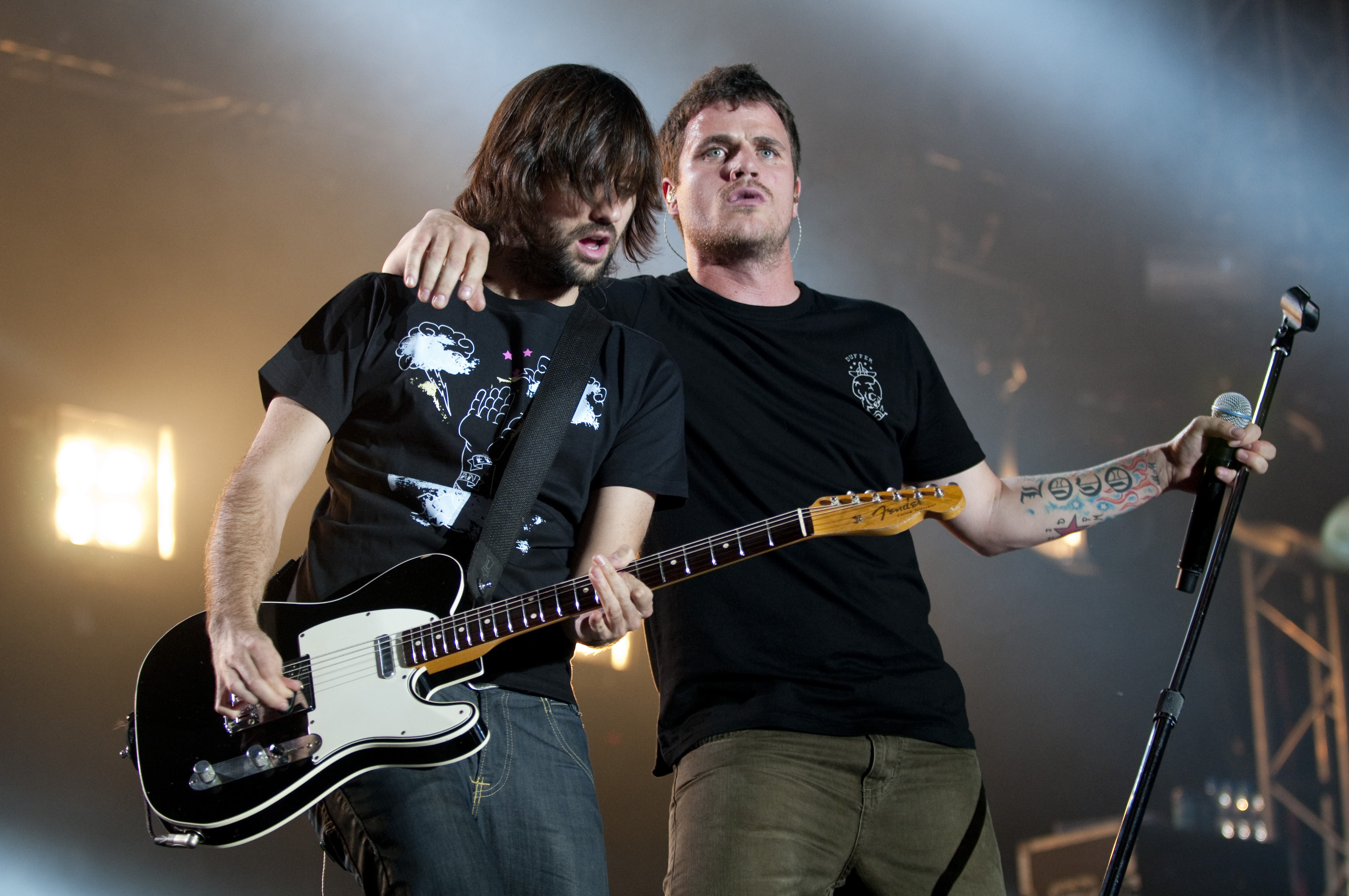
Dani şi David în concert în timpul turneului Personas

Înregistrarea noului album a început în octombrie 2007 și nu s-a încheiat decât în februarie 2008 . La data de 1 aprilie a fost pus în vânzare noul album intitulat Personas și împreună cu el trupa ECDL anunță un mare turneu ce va ține până la sfârșitul anului următor, respectiv 2009. Turneul îl va face împreună cu formația Sin Rumbos și cântărețul argentinian Lucas Masciano, care vor cânta în deschiderea concertelor.
La data de 12 iunie 2008, Jadro anunță retragerea din formația din motive personale. Cu toate acestea, orarul turneului a rămas neafectat de această părăsire, iar Jandro a fost înlocuit cu un nou baterist, Carlos Gamón care înainte cântase cu formația Amaral și cu solista Najwa Nimri.
La data de 28 iunie 2008 trupa a luat parte la festivalul Rock in Rio, la prima ediție spaniolă a acestui festival. Festivalul s-a desfășurat în Arganda del Rey iar formația a primit comentarii negative din partea criticilor chiar dacă a fost foarte bine primit de către public.
"De la persoane la persoane"
La sfârșitul anului 2008 scot albumul De personas a personas, o reeditare a albumului Personas în ediție limitată, într-un format special (30x30 cm). În noua ediție El Canto del Loco adaugă celor 13 melodii din precedentul album încă șase noi cântece plus un CD cu o mare cantitate de material inedit. La data de 23 mai 2009, trupa începe un nou turneu în Plaza de Toros (Arena taurină) din Murcia, numit Hasta luego. Turneul s-a încheiat pe 19 decembrie același an în Barcelona.
Radio La Colifata presenta: El Canto del Loco
În anul 2009, El Canto del Loco publică rodul noilor sale munci, respectiv un nou album intitulat Radio La Colifata presenta: El Canto del Loco care conține 19 mari succese ale trupei plus o nouă melodie numită Quiero aprender de ti și un CD cu noi videoclipuri. Albumul a fost produs în capitala Argentinei, Buenos Aires.
"Pentru mine și pentru toți prietenii mei"
Alt proiect al celor de la ECDL a fost albumul Por mi y por todos mis compañeros, un proiect care conține 11 melodii emblematice ale muzicii spaniole. În album apar melodii ale Smash, Piratas, Quique González, Enrique Urquijo, Los Ronaldos, Joan Manuel Serrat și alții înregistrate de formație în maniera proprie. Împreună cu albumul, au scos un DVD cu înregistrări din timpul pregătirii albumului cu numele de Y por mí el primero.

## Membri

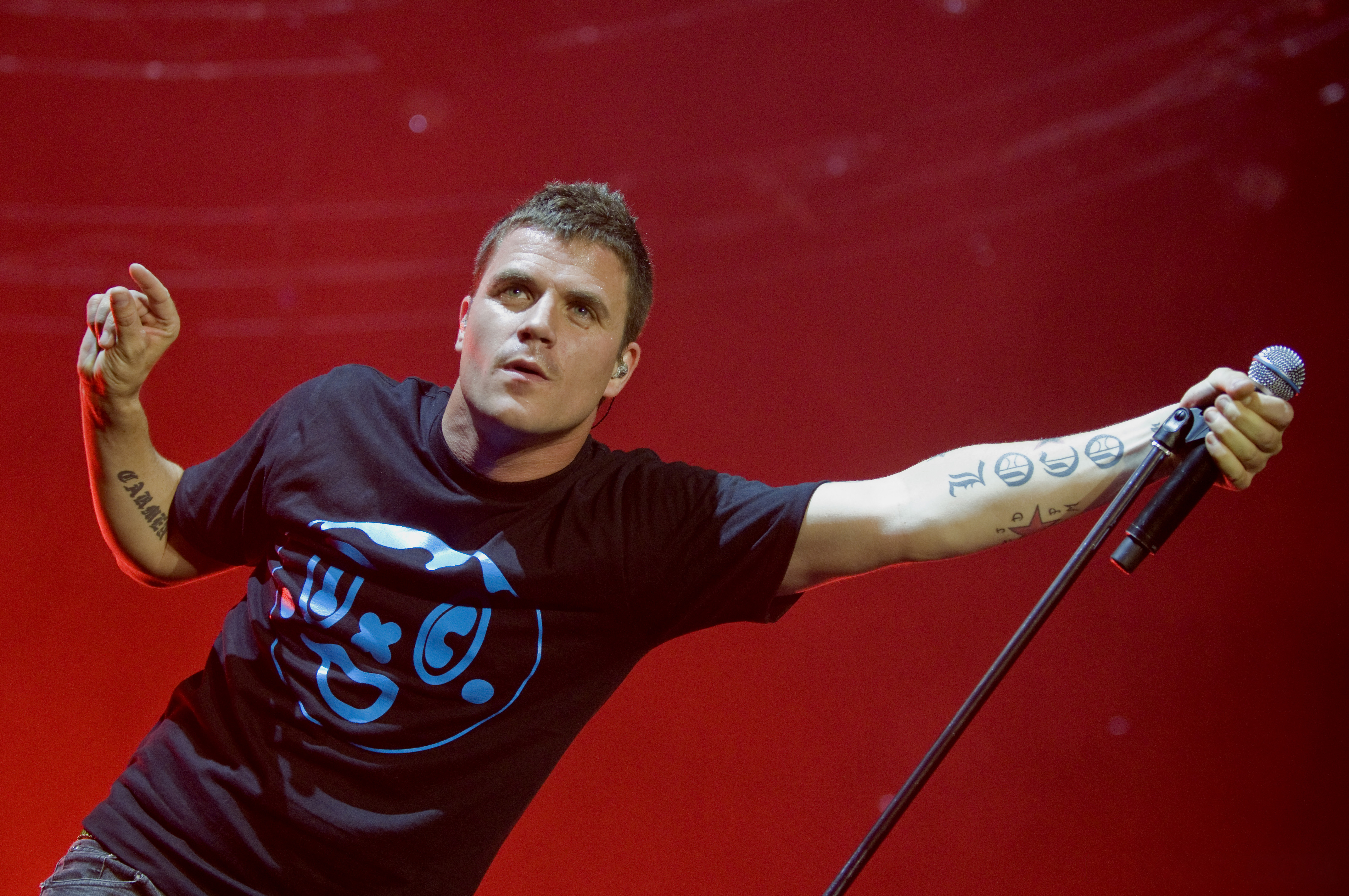
Dani Martin
Dani Martin s-a născut la Madrid pe data de 19 februarie 1977. Este inițiatorul și vocalistul formației. În televiziune a debutat la vârsta de 14 ani la o emisiune a postului de televiziune TVE prezentând emisiunea Ponte las pilas. A studiat la Școala de Arte Dramatice Cristina Rota și la școala actorului american William Layton. În afara carierei muzicale cu trupa El Canto del Loco este și actor jucând în filmele Sirenas de Fernando León de Aranoa, Sin vergüenza de Joaquín Oristrell, Sinfín de Carlos Villaverde și Manuel Sanabria, Yo soy la Juani de Bigas Luna, Los abrazos rotos regizată de Pedro Almodóvar; precum și în serialele de televiziune: Cuenta atrás , Al salir de clase, Policías, Raquel busca su sitio, Petra Delicado, Siete vidas, Hospital Central sau Los hombres de Paco.
David Otero
David Otero s-a născut în Madrid pe data de 17 aprilie 1980. A fost chitaristul formației, dar uneori a avut contribuții și ca voce. Este vărul lui Dani Martin. A început studiile la facultatea de Gestiune Aeronautică din Madrid dar a renunțat din cauza carierei muzicale. După separarea trupei ECDL a cântat solo purtând numele de scenă El Pescao.

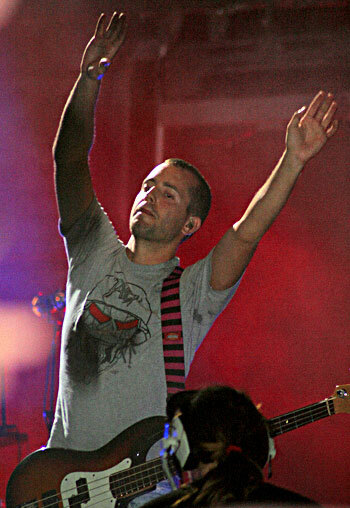
Chema Ruiz
Chema Ruiz Casares (9 martie 1978, Santander) a intrat în formație în anul 2000, pe când era student la fizioterapie. Înainte de a cânta cu cei de la ECDL Chema a mai cântat cu  Receptores Opiáceos (R. O.) și Buzz Station. După despărțirea de ECDL a format formația Belgrado alături de Inés Pardo și Mario de Inocencio pe care i-a cunoscut în formațiile cu care mai cântase înainte.
Jandro Velázquez
Jandro Velázquez (7 mai 1973, Madrid) va fi bateristul grupului din 2000 până în 2008 când formația se rupe. Jandro a studiat la Școala de Muzică din Alcobendas cu care avea spectacole la case de culcutură și asociații culturale. După absolvirea școlii a cântat într-o formație numită Armadura  apoi prin intermediul unor prieteni în ECDL pe care o va părăsi în timpul turneului Personas pentru a dedica mai mult vieții de familie.
Ivan Ganchegui
Ivan Ganchegui (22 octombrie 1977) a fost chitarist în formația ECDL între 2000 și 2002. Dani Martin și Ivan cunoscându-se la Școala de Arte Dramatice Cristina Rota au fost fondatorii formației pe care Ivan o va părăsi mai târziu de bună voie.

## Influențe
Din punct de vedere muzical, formația ECDL a fost influențată în primul rând de formația Radio Futura a cărei fani declarați și sunt. Alte formații care i-au influențat din punct de vedere muzical sunt:  Los Ronaldos, Los Rodríguez, Hombres G, Nacha Pop, Tequila, Nachote Popeye și Duncan Dhu.
Membrii formației au recunoscut că unele dintre cântecele albumului Estados de animo au mai fost influențate și de alte formații mai noi precum:  Estopa, La Cabra Mecánica, M Clan, Green Day.

## Critică
Încă de la începuturile formării formației unii critici precum Igor Cubillo de la El País l-au catalogat drept formație pentru fetele de cinsprezece ani și care îi descria în felul următor: una din aceste formații de pop care orbește adolescenții prin multă agitație, falsă naivitate, melodii ușor de digerat și teme ce vorbesc despre tineri îndrăgostiți și de tineri de liceu rebeli, după publicarea albumului A contracorriente. Pe de altă parte, alți critici au văzut o evoluție clară în muzica lor, calificând-o din ce în ce mai matură odată cu trecerea anilor.. Melodiile lor au mai primit critica de a fi repetitive ca stil muzical și că mesajul versurilor este destul de sărac.
Până și influențele muzicale ale lor au fost subiectul criticilor fiind considerați puțin neoriginali poate și datorită faptului că chiar ei înșiși au declarat că au fost influențați de diferite formații.

## Premii și nominalizări
| An   | Rezultat    | Categorie                                 | Premiu                       |
| ---- | ----------- | ----------------------------------------- | ---------------------------- |
| 2002 | Nominalizat | Trupa spaniolă revelație                  | Premiile Amigo               |
| 2002 | Nominalizat | Cea mai bună formație națională           | Premiile Amigo               |
| 2002 | Nominalizat | Cel mai bun artist spaniol                | Premiile MTV Europe Music    |
| 2003 | Premiat     | Cea mai bună formație spaniolă            | MTV Europe Music Awards      |
| 2004 | Premiat     | Cel mai bun artist în direct              | Premiile Ondas la muzică     |
| 2005 | Premiat     | Cel mai bun artist spaniol                | MTV Europe Music Awards      |
| 2005 | Premiat     | Cea mai bună formație spaniolă            | Premiile Ondas pentru muzică |
| 2006 | Premiat     | Cel mai bun turneu(împreună cu Hombres G) | Premiile Muzicii             |
| 2006 | Premiat     | Cea mai bună formație                     | Premiile Muzicii             |
| 2008 | Premiat     | Cea mai bună formație spaniolă            | Premiile Ondas pentru muzică |
| 2008 | Premiat     | Cea mai bună trupă                        | Premiile 40 Principales      |
| 2008 | Premiat     | Cel mai bun album: Personas               | Premiile 40 Principales      |
| 2008 | Premiat     | Cea mai bună melodie: "Eres tonto"        | Premiile 40 Principales      |
| 2008 | Premiat     | Cel mai bun videoclip: "Eres tonto"       | Premiile 40 Principales      |
| 2008 | Premiat     | Cel mai bun turneu sau concert            | Premiile 40 Principales      |

## Discografie
| Tip                         | Titlu                                                                  | An   | Copii vândute           | Casa de discuri / Siglă |
| --------------------------- | ---------------------------------------------------------------------- | ---- | ----------------------- | ----------------------- |
| Album de studio             | El Canto del Loco                                                      | 2000 | 111.000                 | Sony Music              |
| Album de studio             | A contracorriente                                                      | 2002 | 150.000                 | Sony Music              |
| Albun în direct + DVD/VHS   | El Canto del Loco en directo, Sala Caracol (22-11-2002)                | 2003 | Ediție limitată: 20.000 | Sony Music              |
| Album de studio             | Estados de ánimo                                                       | 2003 | 244.000                 | Sony Music              |
| Album în direct             | El Canto del Loco en directo, Sala Bikini (30-12-03)                   | 2004 | Ediție limitată: 20.000 | Sony Music              |
| Album de studio             | Zapatillas                                                             | 2005 | 421.000                 | Sony Music              |
| DVD/UMD                     | Hombres G & El Canto del Loco, stadion Vicente Calderón (6 iulie 2005) | 2005 |                         | Sony Music              |
| Album în direct             | El Canto del Loco en directo, Sala Oasis (15-10-05)                    | 2006 | 20.000                  | Sony Music              |
| Copilație                   | Pequeños grandes directos                                              | 2006 | Ediție limitată: 50.000 | Sony Music              |
| DVD                         | ECDL episodio 1 (Las Ventas - Madrid)                                  | 2006 |                         | Sony Music              |
| Copilație                   | Arriba el telón                                                        | 2007 |                         | Sony Music              |
| Album de studio             | Personas                                                               | 2008 | 300.000                 | Sony Music              |
| Reeditare                   | De personas a personas                                                 | 2008 | Ediție limitată         | Sony Music              |
| Copilație + Album de studio | Radio La Colifata presenta a El Canto del Loco                         | 2009 | 60.000                  | Sony Music              |
| Versiuni                    | Por mí y por todos mis compañeros                                      | 2009 | 60.000                  | Sony Music              |

## Filmografie
În afara faptului că Dani Martin a jucat multe roluri în filme și seriale de televiziune, formația ECDL fost tema unui documentar numit El Canto del Loco: Personas (La película). Este vorba despre un film documentar realizat de către Félix Viscarret, unde se poate vedea cum membrii grupului își dezvăluie viața personală, comportându-se ca persoane normale care vor doar să se apropie de public prin cântecele lor. În film se pot vedea atât secvențe din timpul turneului Personas cât și imagini cu părinții membrilor formației, păreri ale criticilor muzicali sau scene interesante din viețile lor.